# Programa de reasentamiento de familias sirias en Uruguay
El programa de reasentamiento de familias sirias en Uruguay obedece a la decisión política de acoger un grupo de familias agobiadas por la guerra en Siria, desarrollado a iniciativa de la Secretaría de Derechos Humanos en 2015.

## El contexto
Desde que estalló la guerra en Siria, 2.500.000 sirios han tenido que abandonar su país. En el mes de julio de 2014, alrededor de 700.000 personas estaban refugiadas en Jordania y 1.200.000 en el Líbano, el 55% de esos refugiados son niños. Durante la presidencia de José Mujica (presidente de Uruguay 2010-2015), a través del Ministro de Relaciones Exteriores, Luis Almagro, y luego de un viaje que realizó por Medio Oriente, tuvo la iniciativa de acoger un centenar de familias de refugiados, siendo la mayoría de ellos niños, mujeres y jóvenes. Dicha iniciativa fue aprobada por el Alto Comisionado de Naciones Unidas para los Refugiados (ACNUR) que ha trabajado en Uruguay para la selección, planificación de la llegada y adaptación de esas familias. Javier Miranda, secretario de Derechos Humanos de Presidencia, trabajó en la proyección del programa, conformando y liderando un grupo de trabajo interinstitucional, con el fin de definir los criterios solicitados por ACNUR, así como los perfiles de las personas a seleccionar. En dicho programa se estableció que la recepción de los refugiados seleccionados sería en etapas, la primera en octubre de 2014 y una segunda etapa en febrero de 2015. En el mes de agosto de 2014, viajó una misión oficial al Líbano. Los integrantes de la delegación uruguaya realizaron entrevistas a las familias preseleccionadas por ACNUR. De regreso a Uruguay, con el material entregado por ACNUR y la información recabada en las entrevistas, se definió las familias que se reasentarían en Uruguay. Estuvo a cargo de la Secretaría de Derechos Humanos de Presidencia de la República la elaboración del programa de reasentamiento de familias sirias en Uruguay.

## Entrevistas y selección de las familias sirias
La misión uruguaya en el Líbano entrevistó dieciséis familias, la mayoría, conformadas por diez integrantes en promedio, con el fin de conocer el estado de situación y sus expectativas de vivir en Uruguay. En ocasión de las entrevistas se les brindó información sobre Uruguay y detalles del programa de reasentamiento. La delegación uruguaya que permaneció en Líbano del 23 al 30 de agosto de 2014, si bien centró su trabajo en Beirut, también visitó el Valle de la Bekaa, donde hay otros asentamientos, a efectos de observar la labor del ACNUR. La misión contó con el apoyo logístico de ACNUR y de la Organización Internacional para las Migraciones (OIM). En las entrevistas realizadas a los refugiados sirios, se les solicitaron datos personales, fotos y huellas dactilares, así como también se obtuvo información sobre el estado de salud de las personas a los efectos de prever la posible continuidad de tratamientos médicos y cubrir las eventuales necesidades para afrontar un viaje de 20 horas de duración entre el Líbano y Uruguay. Las evaluaciones de las entrevistas concluyeron el 5 de septiembre de 2014, a partir de lo cual se confeccionó la lista de personas y se elevó a la Comisión para los Refugiados (CORE), responsable de finalizar el proceso de selección. Una vez definidas las familias, se comunicó al ACNUR, organismo responsable de informar a las familias sobre su incorporación a este programa de reasentamiento en Uruguay. A través de un convenio con la cancillería, la OIM se encargó de la organización del viaje, mientras que el estado uruguayo expidió la documentación necesaria.

## Llegada de las primeras familias sirias
El jueves 8 de octubre de 2014 llegó desde el Líbano a Uruguay el primer grupo de sirios, integrado por 42 personas pertenecientes a cinco familias. En el avión de Air France con última escala en Ezeiza, Buenos Aires, llegaron acompañados de la delegación oficial que encabezaba Javier Miranda, secretario de Derechos Humanos de Presidencia de la República, quien trabajó en la parte operativa de la llegada de las primeras cinco familias. La delegación oficial estuvo conformada también por Alejandra Costa, funcionaria de cancillería, y Marlene Sica, directora general del Ministerio de Salud Pública. También viajaron tres traductores. Uno de los trabajos previos fue seleccionar a las familias. Uruguay puso como condición al Alto Comisionado de las Naciones Unidas para los Refugiados (ACNUR) que el 60% fueran menores y que por cada familia hubiera un mayor en condiciones de trabajar. Las familias son numerosas. Una de ellas tiene doce integrantes: el matrimonio y diez hijos, adolescentes y niños. Otra es de seis integrantes: un matrimonio joven y cuatro hijos, escolares y preescolares. Una tercera familia tiene catorce integrantes: el matrimonio y doce hijos, entre los que hay desde adultos a escolares, una cuarta familia con cuatro integrantes; un matrimonio y dos hijos pequeños; y la quinta familia es de seis integrantes: una mujer viuda y cinco hijos, adolescentes y escolares, según datos de la Secretaría de Derechos Humanos. Un trabajador social y un psicólogo realizaron el acompañamiento socioeducativo con la intención de que paulatinamente se integren a la sociedad. Las familias sirias fueron recibidas en el aeropuerto de Carrasco por el presidente de la república, José Mujica, fueron alojadas en la Casa San José de los Hermanos Maristas en el kilómetro 16 en Montevideo, en forma transitoria. Allí recibieron clases de español, así como ayuda de traductores.

## Vivienda y trabajo
El plan uruguayo, elaborado junto a ACNUR y con asesoramiento de Suecia, implicó ayudar a las familias a obtener trabajo y vivienda, y asistirlas durante dos años. Al ser un programa de reasentamiento pueden volver a su país en cualquier momento. El plan le cuesta a Uruguay entre 2,5 y 3 millones de dólares en dos años.

## Educación: escolarización de niños y adolescentes sirios
Asistieron a las escuelas N.º 219, N.º 274 (Escuela Experimental de Malvín) y el jardín N.º 244, (ubicado en el mismo local), seleccionadas para dar la acogida a los niños. Los adolescentes asistieron al liceo 58, Mario Benedetti. La concurrencia a estos centros educativos formó parte de la inserción de estos niños en el sistema educativo, previo a su realojo en las localidades en las que residirían definitivamente. Al ser realojados definitivamente en otras localidades, los docentes de esas escuelas tuvieron encuentros preparatorios con las directoras de las escuelas N.º 219, N.º 274 y el jardín 244. Los niños y adolescentes aprendieron con sus pares uruguayos acerca de las costumbres del país, también sobre comidas típicas, lugares de esparcimiento, lugares emblemáticos de Montevideo, su historia, geografía, importancia de la vida política, el fútbol, el mate, el carnaval y todas las tradiciones que forman parte del acervo cultural del Uruguay.

## Valoración del programa según las familias sirias
Las cinco familias de refugiados sirios que llegaron al Uruguay, el 7 de septiembre de 2015 se concentraron en la Plaza Independencia para pedir que les permitieran volver al Líbano, disconformes con el programa de acogida del gobierno. Las cinco familias sirias fueron recibidas por Juan Andrés Roballo, prosecretario de Presidencia, en una de las oficinas de la Torre Ejecutiva. Los refugiados, en total 42 personas, acamparon frente al edificio de Presidencia con bolsos y valijas. Los ciudadanos con estatus de refugiados tienen un documento que les permite salir y entrar al país. No cuentan con pasaporte porque para acceder a este documento se requiere cierta permanencia en el país que estas personas aún no poseían. Las protestas de estas familias versaron sobre dificultades para encontrar trabajo, mantenerse en un país que consideraron muy caro y con sueldos muy bajos. Se trata de familias muy numerosas, algunas de ellas con 13 hijos a cargo. El 12 de septiembre de 2015 las familias llegaron a un acuerdo con el gobierno uruguayo para gestionar la salida del país, no obstante, la decisión de acogida en otros países no depende del gobierno uruguayo.